# L'Hôpital-le-Mercier
L'Hôpital-le-Mercier è un comune francese di 320 abitanti situato nel dipartimento della Saona e Loira nella regione della Borgogna-Franca Contea.

## Società

### Evoluzione demografica
Abitanti censiti